# Ocotea cissiflora
Ocotea cissiflora är en lagerväxtart som beskrevs av Carl Christian Mez. Ocotea cissiflora ingår i släktet Ocotea och familjen lagerväxter. Inga underarter finns listade i Catalogue of Life.